# Туктамышева, Елизавета Сергеевна
Елизаве́та Серге́евна Туктамы́шева (или Тукта́мышева; род. 17 декабря 1996, Глазов, Россия) — российская фигуристка, выступающая в одиночном катании. Чемпионка мира 2015 года, серебряный призёр чемпионата мира 2021 года. Чемпионка Европы 2015 года, бронзовый призёр чемпионата Европы 2013 года. Чемпионка командного чемпионата мира 2021 года, серебряный призёр командного мирового чемпионата 2015 года и бронзовый призёр 2019 года. Победительница финала Гран-при сезона 2014/2015 годов и бронзовый призёр 2018/2019 годов. Чемпионка России (2013), трёхкратный серебряный (2009, 2015, 2023) и двукратный бронзовый (2010, 2011) призёр чемпионата России. Чемпионка I зимних юношеских Олимпийских игр (2012). Серебряный призёр чемпионата мира среди юниоров 2011 года. Серебряный призёр финала Гран-при 2010 года среди юниоров.
Мастер спорта России международного класса (2012). Заслуженный мастер спорта России (2015).
Туктамышеву называли «вундеркиндом» в фигурном катании, так как уже в 12 лет она исполняла чрезвычайно сложные элементы: аксель в три с половиной оборота и каскад «тройной лутц — тройной тулуп», владела всем арсеналом тройных прыжков, тренировала четверной тулуп.
Наряду с Константином Меньшовым и Сергеем Вороновым, является рекордсменкой по числу участий в чемпионатах России (2008—2018, 2020—2023, 15 раз).

## Семья и личная жизнь
Родилась 17 декабря 1996 года в городе Глазове. Мать Туктамышевой — преподаватель алгебры и геометрии в гимназии № 67 Петроградского района Санкт-Петербурга, была классным руководителем своей дочери. Отец — лыжник, а затем тренер футбольной команды — умер в начале апреля 2011 года. У  Туктамышевой есть сестра Евгения, которая на семь лет её младше; она тоже занималась фигурным катанием, но затем увлеклась бальными танцами.
1 сентября 2016 года Туктамышева стала студенткой НГУ им. П. Ф. Лесгафта. В июле 2020 года окончила университет с красным дипломом.
Около 5 лет состояла в отношениях с фигуристом Андреем Лазукиным, с которым вместе тренируется в группе Мишина. В феврале 2020 года заявила о том, что они расстались.
В начале 2024 года заявила, что находится в романтических отношениях. 
Болельщица «Зенита».
Представительница клуба ЦСКА.

## Карьера
Начала кататься на коньках в пять лет, подружившись с девочками-фигуристками в летнем спортивном лагере, где работал её отец.
«Я была очень активным ребёнком, мне было важно куда-то деть энергию. Причем мои родители не из тех, кто будет заставлять чем-то заниматься, они не внушали мне: „Ты должна стать чемпионкой“. Это есть в моем характере: даже на простых „веселых стартах“ мне было важно прибежать первой. Возможно, это связано с тем, что мой папа тоже был спортсменом, у него была воля к победе, которая мне передалась».
Первым её тренером была Светлана Веретенникова в Глазове.
Алексей Мишин наблюдал за Туктамышевой на соревнованиях в Белгороде, но не пригласил её в свою группу, посчитав её технику слишком несовершенной.
Год спустя он снова увидел её и передумал из-за её способности высоко прыгать, но ей пришлось переработать технику всех своих прыжков. Поскольку её семья не могла позволить себе переехать в большой город, cледующие пять лет Туктамышева, тренируясь в Глазове у Светланы Веретенниковой, каждые две недели ездила с тренером к Мишину в Санкт-Петербург, где жила в общежитии. Поездка на поезде из Глазова в Санкт-Петербург занимала 27 часов. До лета 2011 года она проводила в среднем одну-две недели в Санкт-Петербурге, а остальную часть месяца — в Глазове. Осенью 2011 года Туктамышева с матерью и младшей сестрой переехала в Санкт-Петербург на постоянное жительство.
В 2009 году 12-летняя Туктамышева заняла второе место на взрослом чемпионате России, проиграв своей ровеснице Аделине Сотниковой всего 0,78 балла.
Существует возрастной лимит ИСУ, согласно которому фигуристы могут участвовать в юниорских соревнованиях с 13 лет (если исполнилось раньше 1 июля года, предшествующего соревнованию), во взрослых международных соревнованиях с 14 лет (если исполнилось раньше 1 июля года, предшествующего соревнованию), а в чемпионатах Европы, мира и на зимних Олимпийских Играх с 15 лет (если исполнилось раньше 1 июля года, предшествующего соревнованию). Таким образом, Туктамышева не могла принять участие в международных стартах для юниоров вплоть до сезона 2010—2011.
На чемпионате России 2010 года завоевала бронзовую медаль.

### Сезон 2010—2011
Свой первый международный юниорский старт на этапе серии Гран-при в румынском Брашове Туктамышева выиграла, несмотря на падение в короткой и два падения в произвольной программах. Выиграв и второй этап, она отобралась в финал серии, где стала второй, вслед за Аделиной Сотниковой. На чемпионате России 2011 года Туктамышева сорвала короткую программу, показав лишь 7-й результат, но смогла собраться и, заняв в произвольной 3 место, стала бронзовым призёром соревнований. Она выиграла первенство России среди юниоров, заняв первое место в обеих программах. На чемпионате мира среди юниоров 2011 года стала второй вслед за Аделиной Сотниковой.

### Сезоны 2011—2014
В октябре 2011 года приняла участие в коммерческом турнире «Japan Open» вместо травмированной чемпионки Европы Сары Майер (турнир «Japan Open» не имеет статуса официальных соревнований ИСУ, и на нём выступают спортсмены как действующие, так и завершившие любительскую карьеру, по приглашению организаторов и исходя из пристрастий японских зрителей). Свои первые международные соревнования во взрослой категории Туктамышева уверенно выиграла, обойдя таких опытных и титулованных спортсменок, как Джоанни Рошетт, Акико Судзуки, Алёна Леонова, Алисса Чизни и Мики Андо.
Несмотря на то, что из-за возрастных ограничений ИСУ Туктамышева не могла участвовать в сезоне 2011—2012 в чемпионатах мира и Европы, она имела право дебютировать на Гран-при. Свой первый официальный взрослый международный турнир, этап Гран-при Skate Canada, Туктамышева выиграла, уйдя в отрыв в короткой программе и безошибочно исполнив произвольную. Она стала пятой российской одиночницей, выигравшей этап Гран-при и самой молодой победительницей турнира Skate Canada International за последние 30 лет. Второй этап — Trophée Eric Bompard — она также выиграла, став первой фигуристкой, которая в первый взрослый сезон выиграла оба этапа серии Гран-при. Елизавета Туктамышева набрала максимально возможное количество очков и вышла в финал Гран-при. В финале произвольную программу закончила второй, но серьёзные ошибки, допущенные на прыжковых элементах в короткой, не дали ей подняться на пьедестал, она стала 4-й. Олимпийским комитетом России Была включена в сборную страны на I юношеские Олимпийские игры в Инсбруке и получила на них уверенное первое место. В сезоне 2012/13 впервые стала чемпионкой России, отобравшись на свой первый взрослый чемпионат Европы, где выиграла бронзовую медаль, при этом стала победительницей в произвольной программе. Однако на чемпионате мира она выступила неудачно, замкнув десятку.
Олимпийский сезон Туктамышева начала неплохо, заняв третье место на турнире в Финляндии, однако затем последовал спад. На чемпионате России 2014 года повторила своё худшее достижение, став десятой. Таким образом, она не смогла отобраться на европейский чемпионат, Олимпиаду и мировое первенство даже в качестве запасной. Затем последовала травма.

### Сезон 2014—2015
Восстановившись после травмы, выиграла турнир Небельхорн в Германии. Затем стала первой на турнире в Финляндии. Через неделю после этого одержала победу на Кубке Ниццы. Через неделю после Кубка Ниццы выступила на этапе Гран-при «Кубок Америки» в Чикаго, где лидировала после короткой программы, но, проиграв произвольную программу Елене Радионовой, стала в итоге второй. На этапе Гран-при по фигурному катанию в Китае одержала победу. Практически безошибочно откатав короткую программу, проиграла Юлии Липницкой, заняв предварительное второе место. Произвольную программу Туктамышева исполнила великолепно, показав свой лучший на тот момент результат в произвольной программе — 128,61. С итоговой суммой 196,60 баллов она стала первой, тем самым отобравшись в финал Гран-при. Через две недели она выступила на Кубке Варшавы в Польше, где заняла первое место и вновь получила рекордные для себя оценки в произвольной программе и сумме. В финале Гран-при, проходившем в Барселоне, Туктамышева выиграла и короткую, и произвольную программу. Победив в Барселоне, стала второй российской спортсменкой, когда-либо выигравшей Финал Гран-при, после Ирины Слуцкой. На чемпионате России 2015 года она стала вице-чемпионкой.
На чемпионате Европы в Стокгольме заняла второе место в короткой программе, но сумела опередить свою соотечественницу Елену Радионову в произвольной по сумме двух программ и стать чемпионкой Европы с рекордной для этого турнира суммой баллов за произвольную программу и рекордной итоговой суммой баллов за короткую и произвольную программы.
На чемпионате мира 2015 в Шанхае Туктамышева одержала убедительную победу. Она великолепно исполнила короткую программу, в которую впервые включила прыжок аксель в три с половиной оборота, став первой девушкой, исполнившей четыре тройных прыжка в короткой программе, и чисто откатала произвольную программу. Стала третьей чемпионкой мира в истории российского женского катания. Стала второй российской одиночницей после Ирины Слуцкой, которая выиграла все главные старты сезона: финал Гран-при, чемпионат Европы, чемпионат мира.
В середине апреля на заключительном старте сезона на командном чемпионате мира в Японии Туктамышева стала лидером российской сборной по принесённым очкам, заняв среди одиночниц второе место в короткой программе и первое место — в произвольной, что способствовало завоеванию серебряной медали российской командой.

### Сезон 2015—2016
Новый сезон Туктамышева начала в октябре 2015 года на Кубке Ниццы, который выиграла. В конце октября выступала на этапе серии Гран-при Skate Canada; где заняла второе место. Далее выступала на этапе Гран-при Trophée Bompard, однако после коротких программ соревнования были отменены из соображений безопасности (в столице Франции произошла серия терактов). В конце ноября выиграла Кубок Варшавы. В начале декабря заняла первое место на турнире в Хорватии. На чемпионате России заняла только 8-е место, что не позволило ей попасть в сборную на чемпионаты Европы и мира. На заключительном старте сезона (начало февраля) одержала победу на Кубке Сараево.

### Сезон 2016—2017
Новый предолимпийский сезон начала в Германии на турнире Небельхорн, после короткой программы занимала первое место, однако в итоге стала второй. В октябре выступала в соседней Финляндии на турнире Finlandia Trophy, где не попала в тройку призёров. В конце октября выступала на этапе Гран-при в Миссиссоге, где на Кубке федерации Канады заняла место рядом с пьедесталом[уточнить]. В середине ноября приняла участие на своём втором этапе Гран-при в Пекине, где в упорной борьбе на Кубке Китая заняла третье место. В начале декабря выступала в Хорватии на турнире Золотой конёк Загреба, где в упорной борьбе заняла второе место. В конце декабря в Челябинске на чемпионате России заняла восьмое место. В начале февраля 2017 года выступала в Алма-Ате на зимней Универсиаде, заняла четвёртое место. В середине февраля выступала на финале Кубка России, где финишировала второй.

### Сезон 2017—2018
В сентябре Туктамышева начала олимпийский сезон в Бергамо, где на Кубке Ломбардии финишировала в шестёрке. В начале октября выступала в Эспоо, на турнире Finlandia Trophy, где финишировала с бронзовой медалью. Через месяц выступала на китайском этапе серии Гран-при в Пекине, где заняла 7-е место. В середине ноября неудачно выступила на французском этапе Гран-при, где смогла занять только 9-е место. После этапов Гран-при откатала свой третий челленджер в сезоне на CS Golden Spin of Zagreb 2017, где выиграла бронзовую медаль. На национальном чемпионате в середине декабря в Санкт-Петербурге заняла седьмое место.

### Сезон 2018—2019
В сентябре 2018 стартовала на Lombardia Trophy, где с результатом 206,07 баллов одержала победу. Стала победительницей турнира серии «челленджер» Finlandia Trophy. По сумме двух программ чемпионка мира и Европы 2015 года набрала 202,85.
Одержала победу на этапе Гран-при Skate Canada, став первой в короткой и третьей в произвольной программе. На своём втором этапе Гран-при NHK Trophy в Японии стала первой в короткой программе (76,17) и третьей в произвольной (142,85), что не позволило ей сохранить лидерство, и Туктамышева заняла итоговое третье место (219,02). Эти результаты позволили принять участие в начале декабря в финале Гран-при в канадском Ванкувере, где заняла итоговое третье место с суммой баллов 215,32.
12 декабря было объявлено, что Туктамышева была госпитализирована в связи с пневмонией, что не позволило ей выступить на чемпионате России с 19 по 23 декабря в Саранске.
По результатам отбора на третье место в сборную на чемпионат мира 2019 года фигуристка, занявшая второе место на кубке России 2019, решением Федерации фигурного катания России оказалась в списке запасных.
Заняла второе место в короткой программе на командном чемпионате мира в японской Фукуоке. Установила личный рекорд: чисто исполнила программу и набрала 80,54 балла — это её лучший результат в карьере. Заняла первое место в произвольной программе, набрав 153,89 балла, что тоже является её лучшим результатом. Сборная России заняла итоговое третье место.

### Сезон 2019—2020
В ноябре Туктамышева на тренировке чисто исполнила четверной тулуп — прыжок из категории ультра-си. Публиковала на своей странице в Instagram видео, где она чисто исполняет на тренировке четверной тулуп.
В серии Гран-при заняла третьи места на обоих этапах — Skate America и Cup of China, но в финал отобраться не смогла. В декабре на чемпионате России заняла четвёртое место, предприняв в произвольной программе попытку исполнить четверной тулуп. 

### Сезон 2020—2021
В межсезонье Елизавете была поставлена новая произвольная программа «Хроники заводной птицы» на музыку Бхимы Юнусова. Программу поставил театральный режиссёр Юрий Смекалов.
В октябре Туктамышева выступила на третьем этапе Кубка России в Сочи, где заняла третье место, допустив ряд ошибок в произвольной программе.
В рамках подготовки к Rostelecom Cup 2020 выполнила четверной тулуп, который в последний раз безуспешно выполняла на чемпионате России 2020 года. 17 ноября 2020 года разместила видео в Instagram, где выполняла прыжок на тренировке, но не смогла выполнить его на соревнованиях. В рамках этого турнира, одержала победу, став второй в короткой программе (74,70) и первой в произвольной (148,69), с общей суммой баллов 223,39. После победы стала третьей женщиной, завоевавшей медали на всех шести этапах Гран-при и финале Гран-при.
3 декабря было объявлено, что Туктамышева вынуждена сняться с пятого этапа Кубка России из-за заражения COVID-19.
Вылечившись, но ещё не до конца восстановившись после перенесённого коронавируса, Туктамышева выступила на чемпионате России 2021 года. В короткой программе допустила ошибку при выполнении тройного акселя, но чётко выполнила остальные прыжки, заняв в этом сегменте пятое место. Была десятой в произвольной программе, допустив ошибки в обоих тройных акселях и опустилась на седьмую строчку в общем зачёте.
В финале Кубка России в феврале 2021 года Туктамышева заняла 4-е место, которое позволило ей попасть в состав Сборной России на Чемпионат мира впервые с 2015 года.
В феврале 2021 года участвовала в командном чемпионате Первого канала 2021 года, в котором сборная России разделилась пополам и соревновалась друг с другом в двух командах, возглавляемых капитанами Алиной Загитовой и Евгенией Медведевой соответственно. Туктамышева была выбрана в команду Медведевой вместе с Александрой Трусовой и Майей Хромых.
На чемпионате мира, проводившемся в Стокгольме, завоевала серебряную медаль, став третьей в короткой и произвольных программах. После оглашения суммарной оценки за обе программы, гарантирующей медаль, Туктамышева расплакалась от счастья. Это был второй раз после Соединённых Штатов в 1991 году, когда одна страна заняла весь подиум на чемпионате мира, золотую медаль завоевала Анна Щербакова, а бронзу взяла Александра Трусова.
Успешное выступление позволило российской команде получить три путёвки для российских женщин на зимних Олимпийских играх 2022 года в Пекине.
В апреле 2021 года командном чемпионате мира в Осаке Елизавета Туктамышева в короткой программе получила 80,35 балла, улучшив свой результат в сезоне. По итогам произвольной программы получила 146,23 балла и замкнула тройку сильнейших по итогам двух программ. Сборная России впервые в истории выиграла командный чемпионат мира.

### Сезон 2021—2022
В сентябре 2021 года Елизавета Туктамышева приняла участие в I этапе Кубка России по фигурному катанию, проводившемся в Сызрани. За прокаты в короткой и произвольной программах получила 220,07 балла, заняла первое место.
Лидировала после короткой программы на международном турнире серии «Челленджер» Finlandia Trophy с лучшим результатом в карьере. За короткую программу Туктамышева получила 81,53 балла, улучшив личный рекорд почти на балл. В произвольной программе прыгнула два тройных акселя (первый, в каскаде с двойным тулупом, недокрутила, а второй, сольный, исполнила идеально), получила за программу 151,77 балла. По итогам двух программ набрала 233,30 балла и завоевала серебряную медаль турнира. Вместе с победителем турнира Камилой Валиевой и Алёной Косторной, ставшей третьей, российские фигуристки завоевали весь пьедестал почёта в финском Эспоо.
В октябре 2021 года Елизавета Туктамышева, несмотря на трудности с оформлением документов, прилетела в Канаду для участия во втором этапе серии Гран-при в Ванкувере. В короткой программе исполнила тройной аксель и заняла промежуточное второе место с результатом 81,24 балла. В произвольной программе исполнила два тройных акселя и с результатом 232,88 балла по сумме двух программ заняла итоговое второе место.
В конце ноября приняла участие в шестом этапе серии Гран-при Rostelecom Cup, проводившемся в Сочи. В короткой программе фигуристка исполнила тройной аксель, каскад из тройного лутца и тройного тулупа, сольный тройной флип, к тому же за дорожку шагов и вращения получила четвёртый уровень. С результатом 80,10 балла занимала второе место. На следующий день в произвольной программе исполнила два тройных акселя: в каскаде с двойным тулупом и сольный, при приземлении которого, допустила единственную помарку в программе. Кроме того спортсменка исполнила тройной лутц в каскаде с тройным тулупом и ещё четыре тройных прыжка, получила 149,13 балла и стала третьей в произвольной программе. По итогам двух соревновательных дней набрала 229,23 балла и завоевала серебряную медаль турнира.
В 2021 году Елизавета Туктамышева дважды становилась второй на своих этапах Гран-при, набрала 26 очков и отобралась в финал серии, который должен был состояться с 9 по 12 декабря в японской Осаке. За несколько дней до начала соревнований на официальном сайте Международного союза конькобежцев (ISU) появилось сообщение об отмене финала по причине того, что с 30 ноября японское правительство закрыло границы страны для иностранцев, из-за угрозы распространения омикрон-штамма коронавирусной инфекции.
В декабре выступила на чемпионате России 2022 в короткой программе с 71,28 баллами показала седьмой результат, в программе она упала с тройного акселя, прыгнула каскад тройной лутц — двойной тулуп и тройной флип. В произвольной программе она исполнила каскад тройной аксель — двойной тулуп, тройной аксель, тройной лутц, тройной флип, каскад двойной аксель — ойлер — тройной сальхов, каскад тройной лутц — двойной аксель, тройной риттбергер и получила 153,12 балла, став шестой. Получив 224,40 по сумме, стала седьмой в общем зачете.
Фигуристка была первой запасной на ОИ-2022 в Пекине. Спортсменка провела сбор в Красноярске с олимпийской командой, но потом вернулась в Санкт-Петербург.

### Сезон 2022—2023
Презентовала новую произвольную программу «Одиночество», поставленную театральным хореографом Елизаветой Навиславской на музыку Игоря Крутого.
Сезон начался с победы на Мемориале Панина-Коломенкина.
12—13 ноября победила на этапе Гран-при России «Московские звёзды», оставив позади себя Софью Муравьёву и Софью Акатьеву.
26—27 ноября на этапе в Перми снова стала первой, опередив Софью Муравьёву на 0,80 балла.
3—4 декабря участвовала в чемпионате России по прыжкам. Турнир проводился впервые. Выступала Елизавета Туктамышева только в командных соревнованиях. Исполнила: 2 тройных акселя (один- бабочка, один- чистый) и 2 четверых тулупа (оба- падения).
23 декабря на чемпионате России во время короткой программы справилась со всеми прыжковыми элементами программы, включая тройной аксель и с минимальным отставанием от Софьи Акатьевой заняла промежуточное второе место. После произвольной программы Лиза стала только третьей, что позволило ей стоять на пьедестале с бронзовой медалью Чемпионата России позади опередивших её Софьи Акатьевой и Камилы Валиевой.
5 марта в Санкт-Петербурге в финале Гран-при она также стала третьей, уступив Аделии Петросян и Камиле Валиевой, но опередив Софью Акатьеву.
В октябре 2023 года Елизавета Туктамышева объявила о паузе в карьере.

## Программы
| Сезон     | Короткая программа | Произвольная программа | Показательные номера |
| --------- | --- | --- | --- |
| 2023—2024 | - «Небо я» Sounduk | - «Одиночество» Игорь Крутой хореограф-постановщик Илья Авербух | |
| 2022—2023 | - «Feeling Good» в исполнении Нина Симон хореограф-постановщик Татьяна Прокофьева | - «Одиночество» Игорь Крутой хореограф-постановщик Илья Авербух | - «Freedom» Бейонсе |
| 2021—2022 | - «Freedom» Бейонсе хореограф-постановщик Адам Шоя - «Oblivion» Астор Пьяццола хореограф-постановщик Илья Авербух                                                                                 | - «Arabia» Ханин Эль Алам - «My love… Music» Артём Узунов хореограф-постановщик Никита Михайлов | - «Satine’s Entrance» (из фильма «Мулен Руж!») в исполнении Карен Оливо - «Toxic» Бритни Спирс |
| 2020—2021 | - «Lovely» Билли Айлиш и Халид хореограф-постановщик Никита Михайлов - «Спартак» Арам Хачатурян хореографы-постановщики Анна Капеллини и Лука Ланотте                                             | - «Хроники заводной птицы» Бхима Юнусов хореограф-постановщик Юрий Смекалов | - «Destination Calabria» Алекс Гаудино |
| 2019—2020 | - «Drumming Song» «Florence and the Machine» хореограф-постановщик Ше-Линн Бурн - «Oblivion» Астор Пьяццолла хореограф-постановщик Ше-Линн Бурн                                                   | - «Caravan» The Hot Sardines хореограф-постановщик Евгения Грес - «You Don’t Love Me» Каро Эмеральд - «Petite Fleur» The Hot Sardines - «Catgroove» Parov Stelar хореограф-постановщик Татьяна Прокофьева                          | - «Shallow» (из к/ф. «Звезда родилась») хореограф-постановщик Илья Авербух - «Destination Calabria» Alex Gaudino |
| 2018—2019 | - «Assassin’s Tango» (из к/ф. «Мистер и миссис Смит») Джон Пауэлл хореограф-постановщик Татьяна Прокофьева                                                                                        | - «You Don’t Love Me» Каро Эмеральд - «Petite Fleur» The Hot Sardines - «Catgroove» Parov Stelar хореограф-постановщик Татьяна Прокофьева                                                                                          | - «Toxic» Бритни Спирс хореограф-постановщик Татьяна Прокофьева |
| 2017—2018 | - «Pisando Flores» в исполнении Ара Маликяна хореограф-постановщик Адам Шоя | - «Erinnerung» в исполнении Efim Jourist Quartett хореограф-постановщик Адам Шоя | |
| 2016—2017 | - «Carmina Burana» Карл Орф в исполнении Джереми Олив хореограф-постановщик Бенуа Ришо - Концерт для фортепиано с оркестром № 23 Вольфганг Амадей Моцарт хореограф-постановщик Татьяна Прокофьева | - «Dance of the Sabres» Волкер Барбер - Музыка из пьесы «Пер Гюнт»: Эдвард Григ - «Solveig’s Song» - «В пещере горного короля» хореограф-постановщик Стефан Ламбьель - «Клеопатра» Алекс Норт хореограф-постановщик Эмануэль Сандю | - «Mambo Italiano» Жерар Дармон |
| 2015—2016 | - «Болеро» Морис Равель хореограф-постановщик Татьяна Прокофьева - «Кармина Бурана» Карл Орф хореограф-постановщик Бенуа Ришо                                                                     | - «Dance of the Sabres» Волкер Барбер - Музыка из пьесы «Пер Гюнт»: Эдвард Григ - «Solveig’s Song» - «В пещере горного короля» хореограф-постановщик Стефан Ламбьель                                                               | - «I Put a Spell on You» Джефф Бек feat. Джосс Стоун хореограф-постановщик Стефан Ламбьель |
| 2014—2015 | - «Болеро» Морис Равель хореограф-постановщик Татьяна Прокофьева | - «Batwannis Beek» R.E.G. Project - «Sandstorm» La Bionda | - «Get Low» Диллон Фрэнсис и DJ Snake - «Koop Island Blues» Koop - «Adios Nonino» Астор Пьяццолла хореограф-постановщик Стефан Ламбьель |
| 2013—2014 | - «Adios Nonino» Астор Пьяццолла хореограф-постановщик Стефан Ламбьель - «Gopher Mambo» Има Сумак хореограф-постановщик Джеффри Баттл                                                             | - «Malagueña» Эрнесто Лекуона хореограф-постановщик Татьяна Прокофьева и Антон Пименов | - «Adios Nonino» Астор Пьяццолла хореограф-постановщик Стефан Ламбьель |
| 2012—2013 | - «Adios Nonino» Астор Пьяццолла хореограф-постановщик Стефан Ламбьель - Музыка из фильма «История любви» Ле Франсис хореограф-постановщик Дэвид Уилсон                                           | - «Очи чёрные» хореограф-постановщик Дэвид Уилсон | - «Bésame Mucho» (версия для пианино и скрипки) - «Караван» (альбом «Mr.Bongo», 1998) Джек Констанцо - «Bésame Mucho» Мишель Петруччиани (альбом «Marvellous», 1994) - «Adios Nonino» Астор Пьяццолла хореограф-постановщик Стефан Ламбьель |
| 2011—2012 | - «Adios Nonino» Астор Пьяццолла хореограф-постановщик Стефан Ламбьель | - «Bésame Mucho» (версия для пианино и скрипки) - «Караван» (альбом «Mr.Bongo», 1998) Джек Констанцо - «Bésame Mucho» Мишель Петруччиани (альбом «Marvellous», 1994)                                                               | - «Harem» R.E.G. Project хореограф-постановщик Георгий Ковтун |
| 2010—2011 | - «Harem» R.E.G. Project хореограф-постановщик Георгий Ковтун | - «Астурия» Исаак Альбенис хореограф-постановщик Георгий Ковтун | - «In The Closet» Майкл Джексон хореограф-постановщик Георгий Ковтун - «Harem» R.E.G. Project хореограф-постановщик Георгий Ковтун |
| 2009—2010 | - «Solveig’s Song» Эдвард Григ хореограф-постановщик Георгий Ковтун | - «Астурия» Исаак Альбенис хореограф-постановщик Георгий Ковтун | - «Solveig’s Song» Эдвард Григ хореограф-постановщик Георгий Ковтун |
| 2008—2009 | - «Цыганский танец» (из балета «Дон Кихот») Людвиг Минкус | - Саундтрек к фильму «Мемуары гейши» Джон Уильямс | - «Цыганский танец» (из балета «Дон Кихот») Людвиг Минкус - «Жизель» Адольф Адан |
| 2007—2008 | - Музыка из пьесы «Картинки с выставки» Мусоргский Модест | - «Лебединое озеро» Пётр Чайковский | |

## Спортивные достижения

### Среди взрослых
| Соревнования                             | 11/12                        | 12/13                        | 13/14                        | 14/15                        | 15/16                        | 16/17                        | 17/18                        | 18/19                        | 19/20                        | 20/21                        | 21/22                        | 22/23                        | 23/24                        |
| Международные индивидуальные             | Международные индивидуальные | Международные индивидуальные | Международные индивидуальные | Международные индивидуальные | Международные индивидуальные | Международные индивидуальные | Международные индивидуальные | Международные индивидуальные | Международные индивидуальные | Международные индивидуальные | Международные индивидуальные | Международные индивидуальные | Международные индивидуальные |
| ---------------------------------------- | ---------------------------- | ---------------------------- | ---------------------------- | ---------------------------- | ---------------------------- | ---------------------------- | ---------------------------- | ---------------------------- | ---------------------------- | ---------------------------- | ---------------------------- | ---------------------------- | ---------------------------- |
| Чемпионаты мира                          |                              | 10                           |                              | 1                            |                              |                              |                              |                              |                              | 2                            |                              |                              |                              |
| Чемпионаты Европы                        |                              | 3                            |                              | 1                            |                              |                              |                              |                              |                              |                              |                              |                              |                              |
| Финалы Гран-при                          | 4                            | 5                            |                              | 1                            |                              |                              |                              | 3                            |                              |                              | C                            |                              |                              |
| Этапы Гран-при. Cup of China             |                              |                              |                              | 1                            |                              | 3                            | 7                            |                              | 3                            |                              |                              |                              |                              |
| Этапы Гран-при. Internationaux de France | 1                            | 2                            |                              |                              | С                            |                              | 9                            |                              |                              |                              |                              |                              |                              |
| Этапы Гран-при. NHK Trophy               |                              |                              |                              |                              |                              |                              |                              | 3                            |                              |                              |                              |                              |                              |
| Этапы Гран-при. Rostelecom Cup           |                              |                              | 4                            |                              |                              |                              |                              |                              |                              | 1                            | 2                            |                              |                              |
| Этапы Гран-при. Skate America            |                              |                              | 4                            | 2                            |                              |                              |                              |                              | 3                            |                              |                              |                              |                              |
| Этапы Гран-при. Skate Canada             | 1                            | 4                            |                              |                              | 2                            | 4                            |                              | 1                            |                              |                              | 2                            |                              |                              |
| Челленджеры. Finlandia Trophy            |                              |                              |                              | 1                            |                              | 4                            | 3                            | 1                            | 2                            |                              | 2                            |                              |                              |
| Челленджеры. Lombardia Trophy            |                              |                              |                              |                              |                              |                              | 6                            | 1                            | 2                            |                              |                              |                              |                              |
| Челленджеры. Nebelhorn Trophy            |                              |                              |                              | 1                            |                              | 2                            |                              |                              |                              |                              |                              |                              |                              |
| Челленджеры. Кубок Варшавы               |                              |                              |                              | 1                            | 1                            |                              |                              |                              |                              |                              |                              |                              |                              |
| Челленджеры. Золотой конёк Загреба       |                              |                              |                              |                              | 1                            | 2                            | 3                            |                              | 1                            |                              |                              |                              |                              |
| Золотой конёк Загреба                    |                              |                              | 3                            |                              |                              |                              |                              |                              |                              |                              |                              |                              |                              |
| Finlandia Trophy                         |                              |                              | 3                            |                              |                              |                              |                              |                              |                              |                              |                              |                              |                              |
| Dragon Trophy                            |                              |                              |                              |                              |                              |                              |                              | 1                            |                              |                              |                              |                              |                              |
| Кубок Баварии                            |                              |                              |                              | WD                           |                              |                              |                              |                              |                              |                              |                              |                              |                              |
| Кубок Сараево                            |                              |                              |                              |                              | 1                            |                              |                              |                              |                              |                              |                              |                              |                              |
| Международный кубок Ниццы                |                              |                              |                              | 1                            | 1                            |                              |                              |                              |                              |                              |                              |                              |                              |
| Чемпионаты северных стран                |                              |                              |                              |                              |                              | 2                            |                              |                              |                              |                              |                              |                              |                              |
| Зимние Универсиады                       |                              |                              |                              |                              |                              | 4                            |                              |                              |                              |                              |                              |                              |                              |
| Международные командные                  |                              |                              |                              |                              |                              |                              |                              |                              |                              |                              |                              |                              |                              |
| Командные чемпионаты мира                |                              | 4                            |                              | 2                            |                              |                              |                              | 3                            |                              | 1                            |                              |                              |                              |
| Japan Open                               | 2                            |                              |                              |                              | 3                            |                              |                              |                              |                              |                              |                              |                              |                              |
| Национальные                             |                              |                              |                              |                              |                              |                              |                              |                              |                              |                              |                              |                              |                              |
| Чемпионаты России                        | 6                            | 1                            | 10                           | 2                            | 8                            | 8                            | 7                            | WD                           | 4                            | 7                            | 6                            | 2                            |                              |
| Финалы Гран-при России                   |                              |                              |                              |                              |                              |                              |                              |                              |                              |                              |                              | 2                            |                              |
| Финалы Кубка России                      |                              |                              |                              |                              |                              | 2                            |                              | 2                            |                              | 4                            |                              |                              |                              |
| Этапы Кубка России. I этап               |                              |                              |                              | 1                            | 1                            |                              |                              |                              |                              |                              | 1                            |                              |                              |
| Этапы Кубка России. III этап             |                              |                              |                              |                              |                              |                              |                              |                              |                              | 3                            |                              |                              |                              |
| Этапы Кубка России. V этап               |                              |                              |                              |                              |                              |                              |                              |                              |                              | WD                           |                              |                              |                              |
| Мемориал Н. А. Панина                    |                              |                              |                              |                              |                              | 1                            | 1                            |                              |                              |                              |                              | 1                            |                              |
| Финал Кубка Санкт-Петербурга             |                              |                              |                              |                              |                              | 1                            |                              |                              |                              |                              |                              |                              |                              |
| Этапы Кубка Санкт-Петербурга. I этап     |                              |                              |                              |                              |                              | 1                            | 1                            |                              | 1                            |                              |                              |                              |                              |
| Этапы Кубка Санкт-Петербурга. II этап    |                              | 1                            |                              |                              |                              |                              |                              |                              |                              |                              |                              |                              |                              |
| Этапы Гран-при России. IV этап           |                              |                              |                              |                              |                              |                              |                              |                              |                              |                              |                              | 1                            |                              |
| Этапы Гран-при России. VI этап           |                              |                              |                              |                              |                              |                              |                              |                              |                              |                              |                              | 1                            |                              |
| Национальные командные                   |                              |                              |                              |                              |                              |                              |                              |                              |                              |                              |                              |                              |                              |
| Кубок Первого канала                     |                              |                              |                              |                              |                              |                              |                              |                              |                              | 2                            | 2                            | 2                            | 2                            |
| Чемпионат России по прыжкам              |                              |                              |                              |                              |                              |                              |                              |                              |                              |                              |                              | 3                            | 2                            |

### Среди юниоров
| Соревнования                        | 07/08                       | 08/09                       | 09/10                       | 10/11                       |
| Международные среди юниоров         | Международные среди юниоров | Международные среди юниоров | Международные среди юниоров | Международные среди юниоров |
| ----------------------------------- | --------------------------- | --------------------------- | --------------------------- | --------------------------- |
| Чемпионаты мира среди юниоров       |                             |                             |                             | 2                           |
| Финалы Гран-при среди юниоров       |                             |                             |                             | 2                           |
| Этапы юниорского Гран-при. Германия |                             |                             |                             | 1                           |
| Этапы юниорского Гран-при. Румыния  |                             |                             |                             | 1                           |
| Международный кубок Ниццы           | 1N.                         | 1N.                         |                             | 1J.                         |
| Национальные                        |                             |                             |                             |                             |
| Чемпионаты России                   | 10                          | 2                           | 3                           | 3                           |
| Первенство России среди юниоров     | 9                           | 2                           | 4                           | 1                           |

### Подробные результаты
Примечание. Цветом выделены медали. На чемпионатах ИСУ награждают малыми медалями за короткую и произвольную программу.
| Дата                      | Соревнование                                    | КП            | ПП            | Сумма         |
| Сезон 2021—22             | Сезон 2021—22                                   | Сезон 2021—22 | Сезон 2021—22 | Сезон 2021—22 |
| ------------------------- | ----------------------------------------------- | ------------- | ------------- | ------------- |
| 21—26 декабря 2021        | Чемпионат России 2022                           | 7 71,28       | 6 153,12      | 7 224,40      |
| 26—28 ноября 2021         | Этапы Гран-при. Rostelecom Cup 2021             | 2 80,10       | 3 149,13      | 2 229,23      |
| 29—31 октября 2021        | Этапы Гран-при. Skate Canada International 2021 | 2 81,24       | 2 151,64      | 2 232,88      |
| 7—10 октября 2021         | Челленджеры. Finlandia Trophy 2021              | 1 81,53       | 2 151,77      | 2 233,30      |
| 23—24 сентября 2021       | Этапы Кубка России. I этап                      | 2 70,66       | 1 149,41      | 1 220,07      |
| Сезон 2020—21             |                                                 |               |               |               |
| 15—18 апреля 2021         | Командный чемпионат мира 2021                   | 2 80,35       | 3 146,23      | 1К/3Л 226,58  |
| 22—28 марта 2021          | Чемпионат мира 2021                             | 3 78,86       | 3 141,60      | 2 220,46      |
| 26 февраля — 2 марта 2021 | Финал кубка России                              | 3 77,74       | 4 148,27      | 4 226,01      |
| 5—7 февраля 2021          | Кубок Первого канала                            | 6 70,38       | 5 150,41      | 2К/5Л 220,79  |
| 23—27 декабря 2020        | Чемпионат России 2021                           | 5 73,56       | 10 130,69     | 7 204,25      |
| 20—22 ноября 2020         | Этапы Гран-при. Rostelecom Cup 2020             | 2 74,20       | 1 148,69      | 1 223,39      |
| 23—27 октября 2020        | Этапы Кубка России. III этап                    | 3 77,36       | 3 135,90      | 3 213,26      |

## Публичная деятельность
В марте 2021 года Туктамышева попала на обложку мужского журнала Maxim Russia. В мае 2021 года Елизавета стала главной героиней другого глянцевого издания — майский номер журнала «Собака.ru» вышел с ее фото на обложке.
В феврале 2024 года дебютировала в роли комментатора на чемпионате России по фигурному катанию 2024, который проходил в Челябинске.
В октябре 2024 года стало известно, что Туктамышева примет участие в спортивно-развлекательном шоу «Ледниковый период» на Первом канале.

## Ведомственные награды
- Мастер спорта России международного класса (2012)[114].
- Заслуженный мастер спорта России (2015)[115].